# Raad Zabet
Raad Yusef Ahmad Zabet (11 de julio de 1991) es un deportista jordano que compitió en taekwondo. Ganó una medalla de bronce en el Campeonato Asiático de Taekwondo de 2014 en la categoría de –63 kg.

## Palmarés internacional
| Campeonato Asiático | Campeonato Asiático  | Campeonato Asiático | Campeonato Asiático |
| Año                 | Lugar                | Medalla             | Categoría           |
| ------------------- | -------------------- | ------------------- | ------------------- |
| 2014                | Taskent (Uzbekistán) | Medalla de bronce   | –63 kg              |